# Línea C (Pergamino)
La línea C es una línea urbana de la ciudad de Pergamino. Une la Terminal de Ómnibus con Villa Alicia. El boleto común cuesta $5, el combinado $5.75, para jubilados $2 y el escolar $0,90.
La empresa La Nueva Perla, es la única "filial" en pie de la empresa TAI, que poseía la ex TAIKRÉ, la ex TAISUR (las dos suplantadas por Autobuses Santa Fe), la ex TAINOR (suplantada por Travelsur) y la ex TAILEM (también suplantada por Autobuses Santa Fe). La carrocería de los buses es Tecnoporte de 21 y 36 asientos, carrozados en chasis Iveco y facilitados por la empresa Ivecam representante en Argentina de la marca italiana.

## Recorrido principal
IDA:De Terminal por Vela-Italia-Bv.Liniers-Bv.Barrancas del Paraná-Bv.Florencio Sánchez-Av.Roca-9 de Julio-Florida-Merced-Av.de Mayo-Av.Irigoyen-Av.Pte.Illia hasta Silverio Vazquez.
REGRESO:Por Silverio Vazquez-Reinaudi-Goyita Salas-Av.Pte.Illia-Av.Irigoyen-Av.de Mayo-Luzuriaga-Pinto-Alem-11 de Setiembre-Merced-Av.Roca-Bv.Florencio Sánchez-11 de Setiembre-Dean Funes-Castelli-Bv.Florencio Sánchez-Bv.Barrancas del Paraná-Bv.Liniers-Monteagudo-Vela hasta Terminal.